# شورچه (کنگاور)

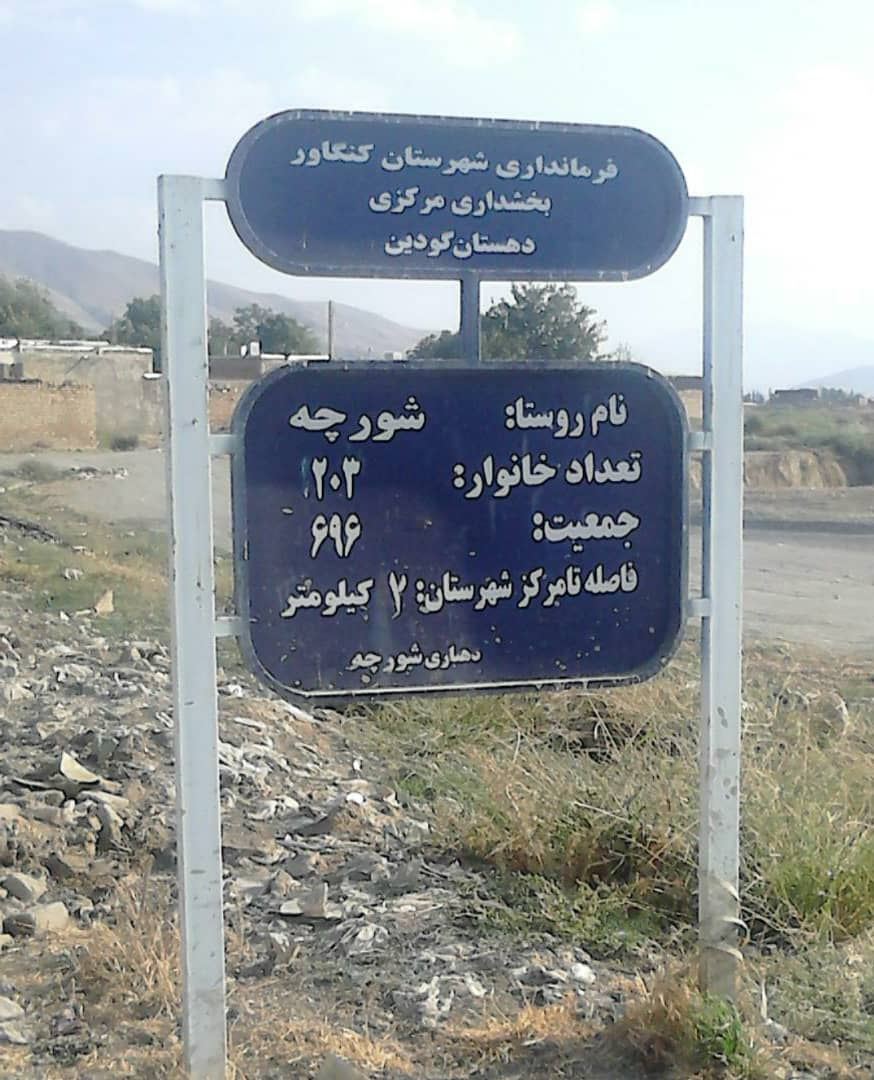
جمعیت روستا براساس آخرین آمارگیری رسمی انجام شده در کشور.

شورچه (کنگاور)، روستایی از توابع بخش مرکزی شهرستان کنگاور در استان کرمانشاه ایران است. از شمال به شهر گودین و از جنوب به روستای قارلق بزرگ همجوار است. شغل قبلی مردم روستا کوره‌های آجرپزی بوده است که حدود ۵ هزار نفر به‌صورت مستقیم و حدود ۲۰ هزار نفر به‌صورت غیرمستقیم مشغول به فعالیت بودند و حتی این روستا میزبان کارگران از استان کردستان و شهرها و روستاهای همجوار بوده است. با اجرا شدن سیاست اقتصادی هدفمندی یارانه‌ها توسط دولت آقای احمدی‌نژاد همه این واحدهای تولیدی به‌طور کلی تعطیل شد و اکثر مردم روستا مجبور به مهاجرت به شهرهای بزرگ شدند و باقیمانده جمعیت که زنان و مردان سالمند هستند به دلیل نبود درآمد و بیمه حمایتی به‌صورت کارگر در زمین‌های کشاورزی روستاهای همجوار کار می‌کنند. روستای شورچه در کوه پایه آن دارای زمین کشاورزی حاصل خیز بنام قیراژ می‌باشد که بسیار مناسب احداث باغ میوه است و در غرب روستا زمین‌های حاصلخیز دیگری به مساحت ۲۴۳هکتار بنام (قورق) وجود دارد که به‌صورت غیر شفاف به افرادی اکثراً غیر بومی واگزار شده است و یکی از شاخه‌های رودخانه خرم رود و قنات‌های قدیمی که سرچشمه رودخانه و دارای تالاب منحصر به فرد و پذیرای پرندگان مهاجر مانند لک لک و درنای سیبری بود به کل از بین رفت. از اهالی سرشناس آنجا می‌توان به مرحوم حاج کاظم خان رضایی و مرحوم حاج کریم خان رضایی اشاره کرد.
و همچنین کوره‌های آجرپزی رها شده زمینهای آن که بشدت گودبرداری شده و تقریباً ۸کیلومتر مربع است و دولت می‌تواند از این مکان جهت ساخت دریاچه و هدایت رودخانه خرم‌رود و کنترل سیل جنوب کشور استفاده نماید و تبدیل به دریاچه توریستی مصنوعی شود.
قدمت روستای شورچه به حدود ده هزار سال قبل برمی‌گردد و دارای قبرستانهای قدیمی و غیر مسلمان به اصطلاح گبری است.
روستای شورچه دارای یکسری تپه‌های باستانی دوره ساسانیان که به‌صورت ردیفی و در نهایت به کنگاور ختم می‌شود و گفته شده این تپه‌ها پادگانهای نظامی گارد حفاظت و واکنش سریع جهت حفاظت حلقه‌ای از شهر کنگاور و معبد آناهیتا بوده است که باقایای آن کاملاً مشهود است.

## جمعیت
این روستا در شهر کنگاور قرار دارد و براساس سرشماری مرکز آمار ایران در سال ۱۳۹۵، جمعیت آن ۶۹۶ نفر (۲۰۳ خانوار) بوده است.
در این روستا افراد تحصیل کرده زیادی و جود دارد که همگی آنها مهاجرت کرده‌اند.

## زبان و گویش
زبان مردم شورچه اکثراً فارسی و لری ثلاثی می‌باشد، نکته جالب آن بعضی از کلماتی هم‌اکنون بکار می‌رود در فارسی باستان استفاده می‌شده و خیلی از کلمات این زبان در دیگر گویش‌های اصیل ایران مانند مازنی و تاتی یافت می‌شود.

## آب و هوا
روستای شورچه دارای آب و هوای معتدل است و دارای باغ‌ها وتاکستان‌های فراوانی است. آب، خاک و هوای مناسب باعت بوجود آمدن مرغوب‌ترین انگور منطقه را ایجاد کرده است.
که بهترین باغات ان به نام باغ گلستان ثبت شده است.